# Формула скорботи
«Формула скорботи» — пам'ятник євреям — жертвам нацизму, убитим в 1941 році в місті Пушкіні під час Другої світової війни. Меморіал знаходиться в сквері на перетині Двірцевій та Московської вулиць, недалеко від Олександрівського палацу, біля якого відбувалися масові розстріли. Всього на окупованій нацистами території Ленінградської області ними було вбито близько 3600 євреїв, з них приблизно 250—300 чоловік — в Пушкіні. За радянських часів тема Голокосту замовчувалася владою. Тільки в 1980-х роках група єврейських активістів почала досліджувати історію геноциду євреїв під Ленінградом. 13 жовтня 1991 року до її ініціативи було відкрито пам'ятник євреям — жертвам нацизму. Центральною частиною меморіалу стала скульптура культового андеграундного радянського художника Вадима Сідура «Формула скорботи». Архітектурне рішення пам'ятника було створено Борисом Бейдер. На плиті меморіалу, виконаної як проєкція зірки Давида, розміщена цитата з Псалмів на івриті і російською мовою, а також напис-присвята убитим євреям.